# Daron Rahlves
Daron Louis Rahlves (* 12. Juni 1973 in Walnut Creek, Kalifornien) ist ein ehemaliger US-amerikanischer Skisportler. Zunächst war er als alpiner Skirennläufer aktiv und gehörte nach der Jahrtausendwende zu den weltweit besten Athleten in den Disziplinen Abfahrt und Super-G. Er gewann zwölf Weltcuprennen und drei Medaillen bei Weltmeisterschaften, darunter 2001 die goldene im Super-G. Ende der Saison 2005/06 erklärte er seinen vorübergehenden Rücktritt. Nach einer einjährigen Pause wechselte er 2008 zum Freestyle-Skiing und gehörte danach in der Disziplin Skicross ebenfalls zur Weltspitze.

## Biografie

### Ski Alpin
Rahlves wuchs in Truckee auf, etwa 15 Kilometer vom Lake Tahoe entfernt. In seiner Jugend interessierte er sich hauptsächlich für das Wasserskifahren. Er folgte damit dem Beispiel seines Vaters Dennis, Immobilienhändler von Beruf, der in den 1960er Jahren als Wasserskifahrer erfolgreich gewesen war. 1981 zog die Familie ins nahe Alpine Meadows, um noch häufiger Ski fahren zu können. Als er 14 Jahre alt war, wechselte Rahlves an die Green Mountain Valley School in Waitsfield (Vermont), eine weiterführende Privatschule mit Schwerpunkt Sport. Nach dem Schulabschluss schrieb er sich an der University of Colorado ein, später an der University of Nevada in Reno. 1993 wurde er Weltmeister im Jet-Ski-Fahren.
Den alpinen Skisport hatte Rahlves bisher eher als Ausgleich betrieben, so war er bei den Juniorenweltmeisterschaften 1992 in Maribor nicht über einen 33. Platz hinaus gekommen. Dann jedoch entschloss er sich, ganz auf den Skisport zu setzen. In den Saisonen 1993/94 und 1994/95 gewann er die Super-G-Wertung des Nor-Am Cup. Von 1994 bis 1996 wurde er dreimal in Folge  US-amerikanischer Meister im Riesenslalom. Sein Debüt im Skiweltcup hatte er am 13. März 1994, in der Abfahrt von Whistler erreichte er Platz 62. Vier Tage später fuhr er beim Super-G von Vail auf Platz 20; da es sich jedoch um das Weltcup-Finale handelte, gab es dafür keine Weltcuppunkte. Solche holte er erstmals am 26. Februar 1995 als 23. des Super-G von Whistler. Zwei Wochen später, am 10. März 1995, drang er in Kvitfjell mit dem vierten Platz im Super-G mitten in die Weltspitze vor.
Rahlves konnte sich in den folgenden Wintern nicht ganz auf höchstem Niveau halten und klassierte sich im Weltcup nur sporadisch unter den besten zehn. Bei den Olympischen Winterspielen 1998 erreichte er Platz 7 im Super-G. Der ganz große Durchbruch schien ihm jedoch nicht gelingen zu wollen. Dies änderte sich schlagartig gegen Ende der Saison 1999/2000, als er am 3. und 4. März 2000 in Kvitfjell innerhalb von 24 Stunden zwei Weltcupabfahrten in Folge gewann. Unspektakuläre Ergebnisse zu Beginn der Saison 2000/01 schienen auf einen Rückfall in die frühere Mittelmäßigkeit hinzudeuten. Doch nachdem Rahlves am 20. Januar 2001 auf der Streif in Kitzbühel Dritter geworden war, gehörte er plötzlich zu den meistgenannten Favoriten für die Weltmeisterschaften 2001. In St. Anton wurde er Weltmeister im Super-G, vor den Österreichern Stephan Eberharter und Hermann Maier; in der Abfahrt reichte es zu Platz 5.
Die Saison 2001/02 verlief nicht nach Wunsch. Unter den eher mittelmäßigen Ergebnissen stach nur ein vierter Platz im Super-G auf der Streif hervor. Mit einer Enttäuschung endeten für Rahlves auch die Olympischen Winterspiele 2002 (Platz 8 im Super-G als bestes Ergebnis). Die Saison musste er schließlich nach einem Trainingssturz vorzeitig beenden. Weitaus erfolgreicher war Rahlves in der Saison 2002/03: Er konnte zwei Abfahrten gewinnen, darunter jene in Kitzbühel, womit er der erste amerikanische Hahnenkamm-Abfahrtssieger nach Buddy Werner im Jahr 1959 war. Mit fünf weiteren Podestplätzen verpasste er den Gewinn der Abfahrts-Disziplinenwertung nur knapp. Eine weitere Enttäuschung musste er aber bei den Weltmeisterschaften 2003 hinnehmen, Platz 16 im Riesenslalom war das beste Ergebnis.
Auch in der Saison 2003/04 hielt sich Rahlves an der Weltspitze. Er gewann je zwei Super-Gs und Abfahrten, hinzu kamen drei weitere Podestplätze. In beiden Disziplinen lag er am Ende des Winters auf dem zweiten Platz der entsprechenden Weltcupwertung. Nachdem er bisher im Riesenslalom vergleichsweise unauffällige Leistungen gezeigt hatte, gelang ihm in der Saison 2004/05 mit mehreren Top-10-Ergebnissen auch in dieser Disziplin der Durchbruch an die Weltspitze. Bei den Weltmeisterschaften 2005 gewann er zwei weitere Medaillen: Zunächst Silber in der Abfahrt hinter seinem Landsmann Bode Miller, vier Tage später auch die Bronzemedaille im Riesenslalom (er hatte nach dem ersten Durchgang überraschend geführt, fiel dann aber noch auf den dritten Platz zurück). Den Winter schloss er mit einem Super-G-Sieg ab.
Zu Beginn der Saison 2005/06 erzielte Rahlves den einzigen Podestplatz in einem Weltcup-Riesenslalom. Außerdem gewann er drei weitere Abfahrten, darunter die Lauberhornabfahrt in Wengen. Doch auch bei den Olympischen Winterspielen 2006, seiner insgesamt dritten Olympiateilnahme, konnte er keine Medaille gewinnen, da er mit der Piste in Sestriere nicht zurechtkam. Mit dem insgesamt achten amerikanischen Meistertitel schloss er am 26. März 2006 seine Alpinskikarriere ab.

### Skicross
Rahlves begründete seinen Rücktritt damit, dass er neben Training, Wettkampf und Materialtests kaum noch Zeit für seine eigentliche Leidenschaft gehabt habe, das Freeriden. Aus diesem Grund schlug er ein Engagement als Sportkommentator bei CBS aus, auch als Trainer wollte er nicht tätig werden. Durch die Freestyle-Szene inspiriert, war er bereits 2005 in einen Freeride-Werbefilm aufgetreten, dem bald weitere folgten. Schließlich entschied er sich dazu, weiterhin Spitzensport zu betreiben, nun aber in der Freestyle-Disziplin Skicross.
Auf Anhieb konnte sich Rahlves an der Weltspitze etablieren. Im Winter 2007/08 nahm er an der 48 Straight Jeep Tour in Nordamerika teil und erreichte den dritten Platz der Gesamtwertung. Bei den in Aspen ausgetragenen Winter-X-Games 2008 entschied er den Skicross-Wettbewerb für sich. Am 2. Februar 2008 folgte der erste Einsatz im Freestyle-Skiing-Weltcup, wobei er in Deer Valley bis ins Finale vorstieß und letztlich den vierten Platz belegte. Bei den Freestyle-Skiing-Weltmeisterschaften 2009 in Inawashiro belegte er Platz 9. Seinen ersten Weltcup-Podestplatz als Skicrosser erzielte Rahlves am 5. Januar 2010 in St. Johann in Tirol. Bei den Olympischen Winterspielen 2010, im letzten Rennen seiner Karriere, schied Rahlves bereits im Viertelfinale aus und belegte den 28. Platz.
2010 wurde Rahlves mit der Aufnahme in die U.S. Ski and Snowboard Hall of Fame geehrt.

## Erfolge als alpiner Skiläufer

### Olympische Spiele
- Nagano 1998: 7. Super-G, 20. Riesenslalom
- Salt Lake City 2002: 8. Super-G, 16. Abfahrt
- Turin 2006: 9. Super-G, 10. Abfahrt

### Weltmeisterschaften
- Sierra Nevada 1996: 22. Super-G
- Sestriere 1997: 31. Abfahrt
- Vail/Beaver Creek 1999: 13. Super-G
- St. Anton 2001: 1. Super-G, 5. Abfahrt, 19. Riesenslalom
- St. Moritz 2003: 16. Riesenslalom, 22. Super-G
- Bormio 2005: 2. Abfahrt, 3. Riesenslalom, 10. Super-G

### Weltcupwertungen
| Saison  | Gesamt | Gesamt | Abfahrt | Abfahrt | Super-G | Super-G | Riesenslalom | Riesenslalom |
| Saison  | Platz  | Punkte | Platz   | Punkte  | Platz   | Punkte  | Platz        | Punkte       |
| ------- | ------ | ------ | ------- | ------- | ------- | ------- | ------------ | ------------ |
| 1994/95 | 59.    | 82     | –       | –       | 18.     | 82      | –            | –            |
| 1995/96 | 58.    | 121    | –       | –       | 18.     | 79      | 27.          | 42           |
| 1996/97 | 47.    | 160    | –       | –       | 11.     | 160     | –            | –            |
| 1997/98 | 57.    | 130    | 46.     | 17      | 12.     | 113     | –            | –            |
| 1998/99 | 53.    | 114    | 32.     | 50      | 19.     | 64      | –            | –            |
| 1999/00 | 20.    | 462    | 10.     | 273     | 10.     | 183     | 47.          | 6            |
| 2000/01 | 29.    | 255    | 15.     | 149     | 17.     | 70      | 38.          | 36           |
| 2001/02 | 34.    | 243    | 19.     | 113     | 12.     | 118     | 45.          | 112          |
| 2002/03 | 6.     | 647    | 2.      | 593     | 24.     | 45      | 49.          | 9            |
| 2003/04 | 5.     | 1004   | 2.      | 627     | 2.      | 340     | 33.          | 37           |
| 2004/05 | 5.     | 984    | 4.      | 444     | 3.      | 362     | 12.          | 178          |
| 2005/06 | 4.     | 903    | 3.      | 444     | 3.      | 269     | 11.          | 190          |

### Weltcupsiege
Rahlves errang im Weltcup 28 Podestplätze in Einzelrennen, davon 12 Siege:
| Datum             | Ort          | Land       | Disziplin |
| ----------------- | ------------ | ---------- | --------- |
| 3. März 2000      | Kvitfjell    | Norwegen   | Abfahrt   |
| 4. März 2000      | Kvitfjell    | Norwegen   | Abfahrt   |
| 29. Dezember 2002 | Bormio       | Italien    | Abfahrt   |
| 25. Januar 2003   | Kitzbühel    | Österreich | Abfahrt   |
| 5. Dezember 2003  | Beaver Creek | USA        | Abfahrt   |
| 23. Januar 2004   | Kitzbühel    | Österreich | Super-G   |
| 7. März 2004      | Kvitfjell    | Norwegen   | Super-G   |
| 10. März 2004     | Sestriere    | Italien    | Abfahrt   |
| 11. März 2005 *   | Lenzerheide  | Schweiz    | Super-G   |
| 2. Dezember 2005  | Beaver Creek | USA        | Abfahrt   |
| 29. Dezember 2005 | Bormio       | Italien    | Abfahrt   |
| 14. Januar 2006   | Wengen       | Schweiz    | Abfahrt   |

* zeitgleich mit Bode Miller
Hinzu kommt 1 Podestplatz bei Mannschaftswettbewerben.

### Weitere Erfolge
- 8 US-amerikanische Meistertitel (Abfahrt 2001; Super-G 2000, 2004, 2005 und 2006; Riesenslalom 1994, 1995 und 1996)
- Gewinn der Super-G-Wertung des Nor-Am Cup in den Saisonen 1993/94 und 1994/95

## Erfolge als Skicrosser
- Sieger bei den Winter-X-Games 2008
- Freestyle-WM 2009 Inawashiro: 9. Skicross
- 1 Podestplatz im Skicross-Weltcup, 3 weitere Platzierungen unter den besten fünf